# Щекочихин, Юрий Петрович
Ю́рий Петро́вич Щекочи́хин (9 июня 1950, Кировабад, Азербайджанская ССР — 3 июля 2003, Москва) — советский и российский журналист, писатель и драматург, сценарист, телеведущий, депутат Государственной думы. Известен громкими журналистскими расследованиями.
Скончался в возрасте 53 лет после скоротечной болезни 3 июля 2003 года в Москве. По утверждениям заместителя главного редактора «Новой газеты» Сергея Соколова, Щекочихин «за две недели превратился в глубокого старика, волосы выпадали клоками, с тела сошла кожа, практически вся, один за другим отказывали внутренние органы». Родственники Щекочихина послали образцы его тканей для исследования в Лондон, где было обнаружено, что Щекочихин погиб от отравления таллием.

## Биография
Родился 9 июня 1950 года в Кировабаде. Окончил факультет журналистики МГУ имени М. В. Ломоносова (1975). Журналистскую карьеру начал в 17 лет (первая публикация — в «Московском комсомольце»). В 1972—1980 годах вёл рубрику «Алый парус» в газете «Комсомольская правда», где занимался подростковыми проблемами.
С 1980 по июль 1996 года состоял редактором отдела расследований в «Литературной газете», «специалистом по организованной преступности», как определял его Фёдор Раззаков. В 1995 году Юрий Щекочихин — автор и ведущий программы («журналистского расследования») «Специальная бригада» (программа была снята с эфира как «дестабилизующая обстановку в стране»). С 1996 года работал заместителем главного редактора и редактором отдела расследований в «Новой газете». В числе основных тем публикаций Щекочихина в 1990-е годы — состояние российской армии, освобождение пленных и заложников в Чечне, коррупция в органах государственной власти, социальные проблемы.

### Политическая деятельность
Политическую деятельность Щекочихин начал в 1990 году, когда был избран народным депутатом СССР от одного из избирательных округов Луганской области.
В 1995 году стал депутатом Государственной думы второго созыва от фракции «Яблоко», в 1999 году вошёл в Государственную думу третьего созыва (по списку «Яблока»).
Щекочихин входил в состав Комитета по безопасности Госдумы (занимал должность заместителя председателя Комитета в Госдуме третьего созыва) и Комиссии по борьбе с коррупцией в органах государственной власти. Рассматривал проблемы организованной преступности (в том числе подростковой преступности), был автором ряда острых публикаций на эту тему. Был экспертом ООН по вопросам организованной преступности. Был президентом Международного фонда в поддержку молодой творческой интеллигенции (1993—2003).
В последние годы жизни Щекочихин расследовал Дело «Трёх китов» и сопутствовавший конфликт между силовыми органами. Требовал возобновления этого остановленного дела в Генеральной прокуратуре. В 2002—2003 годах получал анонимные звонки с угрозами. В 2003 году Юрий Щекочихин не смог добиться от российских спецслужб и Генпрокуратуры внятных ответов на свои многочисленные вопросы. Тогда он обратился за информацией в ФБР США. До своей внезапной смерти Щекочихин должен был посетить Вашингтон, чтобы обменяться документами с представителями американских правоохранительных органов (к тому времени следственные действия проводились в США, Германии и Италии).
Сергей Соколов писал, что расследования Щекочихина, подобные делу министра Адамова, делу об отмывании денег через «Бэнк оф Нью-Йорк», делу «Трёх китов» и десятку других, «затрагивали интересы коррупционеров высочайшего уровня».
Незадолго до своей смерти, в 2002—2003 годах, Юрий Щекочихин был членом «Общественной комиссии по расследованию обстоятельств взрывов домов в городах Москве и Волгодонске и проведения учений в городе Рязани в сентябре 1999 года» под руководством Сергея Ковалёва.

## Писатель и журналист
Юрий Щекочихин был одной из ключевых фигур «Комсомольской правды» 1970-х годов, где он вёл рубрику «Алый парус», ставшей стартовой площадкой для любителей-журналистов.
Щекочихин — автор пьес, киносценариев, прозаических произведений. Одним из направлений его творчества была подростковая преступность.
Автор книги «Рабы ГБ. XX век. Религия предательства», 1999 год.
Работал журналистом «Новой газеты».
В одной из статей 2001 года отмечал, как месяц участия в операции в Чечне в 1995 году ожесточал мировоззрение борцов с профессиональной преступностью, которые выполняли приказы руководства.

## Личная жизнь
Был женат дважды:
- Мария Деева (род. 1955), филолог, внучка поэта-песенника Василия Лебедева-Кумача. 
  - сын Константин Юрьевич Щекочихин (род. 1979), предприниматель.
- Надежда Ажгихина, журналист и общественный деятель.
  - сын Дмитрий Юрьевич Щекочихин (род. 1985), врач-кардиолог.

## Смерть и расследование
Скончался в возрасте 53 лет после скоротечной болезни 3 июля 2003 года в Москве. По утверждениям заместителя главного редактора «Новой газеты» Сергея Соколова, Щекочихин «за две недели превратился в глубокого старика, волосы выпадали клоками, с тела сошла кожа, практически вся, один за другим отказывали внутренние органы».
При похоронах милиция оцепила место погребения, никого туда не подпуская. Олег Калугин предполагает, что Щекочихин был отравлен, как и Александр Литвиненко. Родственники Щекочихина послали образцы его тканей для исследования в Лондон, где было обнаружено, что Щекочихин погиб от отравления таллием.
По мнению исследователя и журналиста Эдварда Лукаса, смерть Юрия Щекочихина, ведущего журналиста-расследователя попытки взрыва многоэтажки в Рязани, была убийством.
Согласно заключению судебно-медицинской экспертизы, причина смерти — тяжёлая общая интоксикация, выразившаяся в синдроме Лайелла. Заведующий отделением анестезиологии и реанимации В. П. Фоминых писал в объяснении, что исследование в двух лабораториях обнаружило в биологическом материале «фармацевтические ингредиенты» фенол и лидокаин, которые не должны были находиться в организме человека.
Фоминых заключил, что присутствие лидокаина объясняется его применением для местного обезболивания, а присутствие фенола — распадом белка в терминальной стадии заболевания. Редакция «Новой газеты» не смогла найти результатов повторного анализа крови, взятого 3 июля[уточнить] по «договорённости с начальником Медицинского Управления МВД Кругловым А. Г.», среди медицинских документов.
В октябре 2007 года Следственный комитет при прокуратуре Российской Федерации (СК РФ) возобновил, по настоянию «Новой газеты», расследование обстоятельств смерти Юрия Щекочихина.
В начале апреля 2008 года представитель СК РФ заявил: «Планируется провести целый комплекс следственно-оперативных мероприятий, в том числе, ряд сложных комплексных экспертиз с привлечением зарубежных специалистов из экспертных учреждений».
4 апреля 2008 по факту смерти Юрия Щекочихина было возбуждено уголовное дело по статье «убийство».
В сентябре 2008 была проведена эксгумация тела Юрия Щекочихина и назначена экспертиза по факту его смерти.

4 апреля 2009 года уголовное дело по факту смерти Юрия Щекочихина было прекращено «за отсутствием события преступления».
16 сентября 2010 года СК РФ возобновил расследование уголовного дела по факту смерти Юрия Щекочихина «в связи с поступившими в распоряжение следствия новыми данными, требующими проведения дополнительных следственных действий».
Однако расследование было прекращено в связи с «отсутствием события преступления».
Коллектив «Новой Газеты» не согласился с официальной версией смерти Юрия Щекочихина. В июле 2013 года в газете была опубликована статья, в которой описаны результаты параллельного расследования; также «Новая газета» объявила премию за существенную информацию, которая поможет расследовать смерть Юрия Петровича Щекочихина.

## Память

Могила Юрия Щекочихина

Похоронен на Переделкинском кладбище. Могила находится в нижней части кладбища около оврага, участок 15, недалеко от входа на кладбище.

## Награды
- Медаль «Защитнику свободной России» (1993)
- Медаль «В память 850-летия Москвы»
- Медаль Памяти 13 января (9 января 1992, Литва)[20]